# Amblydoras nauticus
Amblydoras nauticus är en fiskart som först beskrevs av Cope, 1874.  Amblydoras nauticus ingår i släktet Amblydoras och familjen Doradidae. Inga underarter finns listade i Catalogue of Life.